# Championnats du monde de VTT et de trial 2005
Pour les articles homonymes, voir Trial (homonymie).
Navigation
Les Gets 2004 Rotorua 2006
Les championnats du monde de VTT et de trial 2005 se sont déroulés à Livigno  en Italie du 31 août au 4 septembre 2005.

## Médaillés

### Cross-country
| Épreuves                                    | Or                                                                    | Or              | Argent                                                     | Argent       | Bronze                                                                   | Bronze       |
| ------------------------------------------- | --------------------------------------------------------------------- | --------------- | ---------------------------------------------------------- | ------------ | ------------------------------------------------------------------------ | ------------ |
| Hommes résultats détaillés                  | Julien Absalon                                                        | 2 h 07 min 34 s | Christoph Sauser                                           | + 18 s       | Jose Antonio Hermida                                                     | + 54 s       |
| Femmes résultats détaillés                  | Gunn-Rita Dahle                                                       | 1 h 47 min 19 s | Maja Włoszczowska                                          | + 2 min 09 s | Petra Henzi                                                              | + 3 min 07 s |
| Hommes, moins de 23 ans résultats détaillés | Yury Trofimov                                                         | 2 h 17 min 30 s | Lukas Flückiger                                            | + 1 s        | Nino Schurter                                                            | + 1 min 55 s |
| Hommes, juniors résultats détaillés         | Robert Gehbauer                                                       | 1 h 38 min 45 s | Olivier Sarrazin                                           | + 3 min 11 s | Tim Wijnants                                                             | + 3 min 15 s |
| Femmes, juniors résultats détaillés         | Tereza Hurikova                                                       | 1 h 13 min 14 s | Hanna Klein                                                | + 1 min 03 s | Tanja Žakelj                                                             | + 2 min 18 s |
| Relais mixte résultats détaillés            | Espagne Ruben Ruzafa Oliver Avilés Rocio Gamonal Jose Antonio Hermida | 1 h 26 min 02 s | Italie Marco Bui Tony Longo Eva Lechner Johannes Schweiggl | + 19 s       | France Alexis Vuillermoz Stéphane Tempier Séverine Hansen Cédric Ravanel | + 30 s       |

### Descente
| Épreuves                            | Or                     | Or            | Argent             | Argent   | Bronze         | Bronze    |
| ----------------------------------- | ---------------------- | ------------- | ------------------ | -------- | -------------- | --------- |
| Hommes résultats détaillés          | Fabien Barel           | 3 min 54.77 s | Samuel Hill        | + 0.77 s | Greg Minnaar   | + 3.02 s  |
| Femmes résultats détaillés          | Anne-Caroline Chausson | 4 min 27.34 s | Sabrina Jonnier    | + 0.37 s | Emmeline Ragot | + 4.17 s  |
| Hommes, juniors résultats détaillés | Amiel Cavalier         | 4 min 05.79 s | Brendan Fairclough | + 1.36 s | Liam Panozzo   | + 5.54 s  |
| Femmes, juniors résultats détaillés | Rachel Atherton        | 4 min 37.67 s | Scarlett Hagen     | + 9.36 s | Micayla Gatto  | + 31.60 s |

### Four-cross
| Épreuves                   | Or           | Argent         | Bronze           |
| -------------------------- | ------------ | -------------- | ---------------- |
| Hommes résultats détaillés | Brian Lopes  | Jared Graves   | Mickael Deldycke |
| Femmes résultats détaillés | Jill Kintner | Katrina Miller | Tara Llanes      |

### Trial
| Épreuves                                      | Or                                                                               | Or        | Argent                                                             | Argent  | Bronze                                                                                        | Bronze  |
| --------------------------------------------- | -------------------------------------------------------------------------------- | --------- | ------------------------------------------------------------------ | ------- | --------------------------------------------------------------------------------------------- | ------- |
| Hommes 26 pouces résultats détaillés          | Kenny Belaey                                                                     | 4 pts     | Vincent Hermance                                                   | 6 pts   | Benito Ros                                                                                    | 7 pts   |
| Hommes 20 pouces résultats détaillés          | Benito Ros                                                                       | 1 pts     | Marco Hösel                                                        | 8 pts   | Juan De La Peña                                                                               | 17 pts  |
| Femmes résultats détaillés                    | Karin Moor                                                                       | 18 pts    | Ann-Christin Bettenhausen                                          | 23 pts  | Mireia Abant                                                                                  | 37 pts  |
| Hommes, juniors 26 pouces résultats détaillés | Ben Slinger                                                                      | 2 pts     | Ben Savage                                                         | 8 pts   | Wesley Belaey                                                                                 | 18 pts  |
| Hommes, juniors 20 pouces résultats détaillés | Ben Slinger                                                                      | 12 pts    | Karol Serwin                                                       | 12 pts  | Marco Thomä                                                                                   | 16 pts  |
| Par équipes                                   | France Florian Tournier Guillaume Dunan Julie Pesenti Vincent Hermance Marc Remy | 357,9 pts | Espagne Benito Ros David Garcia Barriuso Mireia Abant Daniel Comas | 347 pts | Allemagne Marco Hösel Marco Thomä Ann-Christin Bettenhausen Wilko Brandt Max-Christian Schrom | 344 pts |